# Tsumetai hikari
Tsumetai hikari (ツメタイヒカリ?) è il settimo singolo della rock band visual kei giapponese Plastic Tree. È stato pubblicato il 10 dicembre 1999 dall'etichetta major Warner Music.

## Tracce
Dopo il titolo è indicata fra parentesi "()" la grafia originale del titolo.
1. Tsumetai hikari (ツメタイヒカリ?) - 5:23 (Ryūtarō Arimura - Ryūtarō Arimura, Tadashi Hasegawa)
2. Buranko kara (ブランコから?) - 4:13 (Ryūtarō Arimura, Tadashi Hasegawa - Tadashi Hasegawa)
3. Tsumetai hikari -Instrumental- (ツメタイヒカリ-Instrumental-?) - 5:23 (Ryūtarō Arimura, Tadashi Hasegawa)

## Altre presenze
- Tsumetai hikari:
  - 27/03/2001 - Cut ~Early Songs Best Selection~
  - 14/11/2001 - Plastic Tree Single Collection
  - 07/11/2002 - Premium Best
  - 26/10/2005 - Best Album
- Buranko kara:
  - 14/11/2001 - Plastic Tree Single Collection

## Formazione
- Ryūtarō Arimura - voce e seconda chitarra
- Akira Nakayama - chitarra e cori
- Tadashi Hasegawa - basso e cori
- TAKASHI - batteria